# 368719 Asparuh
368719 Asparuh este o planetă minoră (asteroid), cu un diametru de 1,959 km, din centura de asteroizi. A fost descoperită pe 25 octombrie 2005 la  de Filip Fratev⁠(d). 
Obiectul prezintă o orbită caracterizată de o semiaxă mare de 2,5927685599789 UAi, o excentricitate de 0,27, o înclinație de 6,5 ° în raport cu ecliptica.